# ГЕС Гордон
ГЕС Гордон — гідроелектростанція у Австралії на заході Тасманії. Використовує ресурс з кількох річок, які починаються на Центральному нагір'ї острова та мають устя на його протилежних сторонах — західній та південно-східній. Станом на другу половину 2010-х років найпотужніша ГЕС Тасманії та п'ята в країні (після станцій Тумут 3, Муррей 1, Муррей 2 та Wivenhoe).
У межах проєкту створили два водосховища — Гордон та Педдер (Х'юон-Серпентайн). Перше з площею поверхні 278 км2 та об'ємом 12,4 млрд м3 знаходиться на однойменній річці, яка впадає до розташованої у центрі західного узбережжя острова Маккуорі-Харбор — з'єднаної з Індійським океаном вузьким проходом затоки, котра вдається у сушу більш ніж на три десятки кілометрів. Гордон для створення сховища перекрили бетонною арковою греблею висотою 140 метрів та довжиною 198 метрів, котра потребувала 154 тис. м3 матеріалу.
Резервуар Педдер має значно менший загальний об'єм — «лише» 2,9 млрд м2 (при площі поверхні у 241 км2), проте забезпечує близько 40 % ресурсу для роботи станції. Особливістю цього сховища є те, що воно розповсюдилось на долини з двох різних водних систем. Так, гребля Серпентайн перекрила однойменну ліву притоку Гордон, тоді як споруду з назвою Scotts Peak звели на річці Г'юон, яка тече у східному напрямку і належить до басейну Тасманового моря, куди впадає в районі протоки Д'Антркасто. Обидві ці греблі виконані як кам'яно-накидні споруди, при цьому Серпентайн має висоту 38 метрів, довжину 134 метри та потребувала 127 тис. м3 матеріалу, тоді як Scotts Peak при висоті 43 метри та довжині 1067 метрів вартувала 584 тис. м3 породи. Крім того, неподалік від останньої з гребель для закриття сідловини звели земляну дамбу Едгар висотою 17 метрів та довжиною 460 метрів, на яку пішло 96 тис. м3 породи. Створений усіма цими спорудами підпір дозволив затопити водорозділ між Серпентайн та Х'юон і створити єдину водойму, яка через регульований шлюзом канал McPartlan Pass довжиною 2,5 км дренується до притоки озера Гордон.
Від греблі Гордон ресурс через напірну шахту висотою 137 метрів подається в облаштований у лівобережному гірському масиві машинний зал розмірами 96х22 метри при висоті 28 метрів. У 1977 році тут встановили дві турбіни типу Френсіс потужністю по 150 МВт, до яких у 1988-му додали ще одну таку ж, якій, утім, надали можливість працювати в режимі синхронного компенсатора. При напорі у 192 метри це обладнання забезпечує виробництво 1388 млн кВт·год електроенергії на рік.
Відпрацьована вода повертається у Гордон через відвідний тунель довжиною 1,6 км.
Видача продукції відбувається по ЛЕП, розрахованій на роботу під напругою 220 кВ.